# 小栗仁志
小栗 仁志（おぐり ひとし、1968年6月1日 - ）は日本の政治家、実業家。岐阜県中津川市長（1期）。元共栄液化ガス代表取締役社長。

## 人物
1968年6月1日生まれ。岐阜県中津川市出身。
岐阜県立恵那高等学校、東京国際大学を経て三菱液化ガス（現：アストモスエネルギー）に入社。東京には10年間過ごした。
1997年、郷里の中津川に戻り家業である共栄液化ガスに入社。2009年、代表取締役社長に就任した。
この間、岐阜県LPガス協会会長、中津川市倫理法人会会長、中津川市教育委員会委員長も務めた。
2024年1月14日投開票の中津川市長選挙に地元経済界などに擁立され出馬。現職の青山節児を大差で破る。※当日有権者数：61,728人 最終投票率：59.21%（前回比：16.82pts）
開票結果は、当選 小栗仁志 55歳 無所属 新 22,977票、青山節児 72歳 無所属 現 13,059票だった。
選挙戦では若さをアピールして世代交代とスピード感ある政策実現や子育て支援、リニア中央新幹線の開業生かした街づくり訴えて支持を広げた。
当選後のインタビューでは、「スピード感を持ってひとつひとつ丁寧にたくさんの取り組みをしてゆかなければいけない。市民の皆様とともにこれからの未来に向けた中津川の街づくりをしてゆきたい」と話している。